# Henning Wolff
Henning Wolff (* 20. September 1929 in Birkenwerder, Brandenburg; † 29. Dezember 2006 in Burg auf Fehmarn) war ein deutscher Journalist und Zeitungsverleger.

## Leben und Wirken
Wolff stammte aus der Mark Brandenburg. Sechzehnjährig verschlug es den Napola-Schüler kurz vor Kriegsende über die Ostsee von Rügen nach Fehmarn. Sein Vater war von den Russen verschleppt, Mutter und Schwester verschollen. Über das Plöner Internatsgymnasium ging er in ein Zeitungsvolontariat nach Husum, bis er Mitte der 1950er Jahre Nachrichtenredakteur an der Rendsburger Landeszeitung wurde und später gemeinsam mit seinem Vater Hans Wolff die Heimatzeitung auf der Insel Fehmarn erwarb und leitete. Neben Tätigkeit als Verleger und Chefredakteur der Heimatzeitung Fehmarnsches Tageblatt (1959 bis 1989) war er u. a. Mitarbeiter der Deutschen Presseagentur dpa und der Kieler Nachrichten sowie von Radio Schleswig-Holstein.
Der Chefredakteur Henning Wolff ging 1994 in den Ruhestand, ihm folgte als Redaktionsleiter des Fehmarnschen Tageblattes Heiko Witt.
Wolff sah sich als Freigeist. Seine journalistische Arbeit zielte auf die Deutsche Wiedervereinigung, an die er fest glaubte, sowie die Aussöhnung mit Russen und Polen. In Anerkennung seiner Verdienste als Publizist und Verleger wurde ihm das Bundesverdienstkreuz am Bande der Bundesrepublik Deutschland verliehen.
Henning Wolff war verheiratet mit der Journalistin und Buchautorin Anke Wolff und hatte drei Töchter. Nach schwerer Krankheit verbrachte er seine letzten Jahre auf der Insel Fehmarn, wo er neben seiner 1978 verstorbenen Tochter Inken begraben liegt.

## Auszeichnungen
- 1994: Goldenes Ehrenzeichen des BdV
- Silbernes Ehrenzeichen der Landsmannschaft Ostpreußen
- Bundesverdienstkreuz am Bande (Verdienstorden der Bundesrepublik Deutschland)[1]